# Jatibarang (Mijen)
Jatibarang is een bestuurslaag in het regentschap Semarang van de provincie Midden-Java, Indonesië. Jatibarang telt 2676 inwoners (volkstelling 2010).